# 李仁老
李 仁老（り じんろう、1152年 ‐ 1220年）は、高麗の文臣、詩人。字は眉叟、号は双明斎。初名は得玉。本貫は仁川李氏。

## 人物
名門両班の家に生まれ、幼少より聡明で知られ、文章に秀で、草書や隷書を能くしたが、1170年に鄭仲夫らの武臣が庚寅の乱を起こすと、戦乱を避けて僧侶となるが、還俗して、1180年に科挙に首席で及第した。礼部員外郞、秘書鑑、右諫議大夫などを歴任した。
長年、翰林院や史館で詔勅の製作に従事しながら詩作に励み、詩壇の盟主として中国にもその詩名が知られた。宋代詩学の影響を受け、蘇軾（東坡）と黄庭堅（山谷）の詩風を尊んだ。「銀台集」「双明斎集」の著書があり、殊に「破閑集」3巻は、崔滋の「補閑集」とともに詩評を兼ねた朝鮮最初の詩話集として、李朝時代に盛行する詩学の原点となった。
当世の名儒と謳われた林椿、呉世才、趙通、皇甫抗、咸淳、李湛之と親しみ、江左七賢と呼ばれた。